# Potyczka pod Kościanem (1770)
Potyczka pod Kościanem – potyczka konfederatów barskich z siłami rosyjskimi, do której doszło pod Kościanem 16 sierpnia 1770 roku.
W marcu 1770 roku Poznań rządzony przez konfederatów barskich, został zajęty przez siły rosyjskie pod dowództwem Karola Rönnego. Wcześniej przednie straże kozackie pod wodzą barona Schlippenbacha wyparły resztki wojsk konfederackich, m.in. po potyczce pod Tarnowem Podgórnym. Strata miasta została uznana za wielką klęskę Konfederacji. Rönne, po objęciu dowództwa w Poznaniu, umocnił fortyfikacje, nałożył kontrybucje na mieszczan i zapędził część z nich do prac ziemnych. Poznań stał się punktem wypadowym do walk z oddziałami konfederackimi operującymi na terenie Wielkopolski.
14 maja 1770 roku Rada Generalna Konfederacji mianowała na stanowisko regimentarza województw wielkopolskich, łęczyckiego, rawskiego, Prus Królewskich i Ziemi Dobrzyńskiej Józefa Zarembę – bogatego szlachcica spod Sieradza, który wcześniej służył w wojskach saskich i zwalczał Hajdamaków na Ukrainie.
Zaremba postawił sobie za cel odbicie Poznania z rąk Rosjan. Sposobność ku temu nadarzyła się latem 1770 roku, chociaż nie ma bezpośrednich dowodów na to, że chciał on wtedy od razu wkroczyć do Poznania, czy tylko podejść jak najbliżej w rejon miasta. Wojska konfederackie wyruszyły spod Koniecpola w kierunku stolicy Wielkopolski. Rönne, nie chcąc doprowadzić do oblężenia Poznania, wysłał naprzeciw Polakom 200-osobowy oddział swoich ludzi. Do starcia doszło w rejonie Kościana, gdzie wojska rosyjskie zostały całkowicie zlikwidowane.
Wieść o zmasakrowaniu Rosjan spowodowała zintensyfikowanie prac fortyfikacyjnych w Poznaniu i zaniechanie dalszych wycieczek zbrojnych okupanta. Konfederaci jednak nie wykorzystali swojego zwycięstwa i nie doprowadzili do ataku na Poznań, czego powodem były niesnaski pomiędzy Zarembą a regimentarzem Sieroszewskim.